# Phare de Cabo Blanco (Baléares)
Pour les articles homonymes, voir Phare de Cabo Blanco.
Le Phare de Cabo Blanco est un phare situé sur un promontoire à l'est de la Baie de Palma, au sud de l'île de Majorque, dans l'archipel des Îles Baléares (Espagne).
Il est géré par l'autorité portuaire des îles Baléares (Autoridad Portuaria de Baleares) au port d'Alcúdia.

## Histoire
Le phare a été mis en service le 31 août 1863 avec un objectif catadioptrique fixe de 6e ordre et une lampe alimentée à l'huile d'olive. En 1883 son alimentation s'est faite à l'huile de paraffine avec une lampe Maris à mèche.
En 1917 un système rotatif a été ajouté pour obtenir un feu à occultations. Ce système peut être vu dans l'exposition organisée au phare de Portopí. Cette même année un gazogène a été installé pour produire l'acétylène pour alimenter la nouvelle lumière, jusqu'en 1964. À cette date le phare a été automatisé et son feu à occultations est devenu celui actuellement en service.
En 1970 il a été procédé à l'électrification du phare et l'optique catadioptrique de 4e ordre du phare du Cap d'Artrutx, datant de 1859, a été installée dans la lanterne. Le phare de Cabo Blanco est maintenant le seul phare espagnol à utiliser un système optique datant du règne d'Isabelle II.
Identifiant : ARLHS : BAL-014 ; ES-34180 - Amirauté : E0316 - NGA : 4892.
|            |
| Cap Blanc. |

|           |
| Le phare. |